# Nậm Khòa
Nậm Khòa là một xã thuộc huyện Hoàng Su Phì, tỉnh Hà Giang, Việt Nam.

## Địa lý
Xã Nậm Khòa nằm ở phía nam huyện Hoàng Su Phì, cách trung tâm huyện 38 km về phía nam, có vị trí địa lý:
- Phía đông giáp xã Thông Nguyên
- Phía tây giáp huyện Xín Mần
- Phía nam giáp huyện Quang Bình
- Phía bắc giáp xã Hồ Thầu và xã Nam Sơn.

Xã Nậm Khòa có diện tích 41,93 km², dân số năm 2019 là 2.914 người, mật độ dân số đạt 70 người/km².

## Hành chính
Xã Nậm Khòa được chia thành 9 thôn: Hùng An, Khòa Hạ, Khòa Thượng, Nùng Cú, Nùng Mới, Vinh Quang, Sơn Thành Hạ,Khòa Trung, Sơn Thành Thượng.